# 考那斯要塞
考那斯要塞為立陶宛考那斯的一座要塞堡壘，為俄羅斯帝國於1882年建造並多次加固，用以保衛其西部邊界。早在1796年便有討論計劃在立陶宛建立軍事要塞:34，1812年拿破崙征俄後再度有人提起此想法，1879年沙皇亞歷山大二世下令建造要塞，1882年正式開工。1887年此要塞被指定為一級要塞，第一次世界大戰期間此堡壘為立陶宛全境最大的防禦工事，佔地65平方公里。
1915年德國進攻此堡壘，11天後將其攻下。一戰結束後因軍事武器的演進，此要塞的戰略價值逐漸降低，轉為許多民間機構使用，也作為軍隊的駐地:12。第二次世界大戰期間要塞的部分被納粹德國用作關押、審訊與處決犯人的場所，尤以第七堡壘與第九堡壘為多，超過5萬人在此遇害，其中超過3萬人為猶太人大屠殺的受難者。第九堡壘今已改建成紀念戰爭受害者的博物館。考那斯要塞為俄羅斯帝國現存最完整的軍事要塞:18。
| 考那斯要塞建造情形 | 砲台   | 砲台   | 砲台   | 砲台   | 砲台   | 砲台   | 砲台   | 砲台   | 砲台   | 堡壘   | 堡壘   | 堡壘   | 堡壘   | 堡壘   | 堡壘   | 堡壘   | 堡壘     | 堡壘         |
| 考那斯要塞建造情形 | 一     | 二     | 三     | 四     | 五     | 六     | 七     | 八     | 九     | 一     | 二     | 三     | 四     | 五     | 六     | 七     | 八       | 九           |
| ------------------ | ------ | ------ | ------ | ------ | ------ | ------ | ------ | ------ | ------ | ------ | ------ | ------ | ------ | ------ | ------ | ------ | -------- | ------------ |
| 開工年             | 1882年 | 1883年 | 1883年 | 1884年 | 1884年 | 1883年 | 1884年 | 1883年 | 1883年 | 1883年 | 1883年 | 1883年 | 1883年 | 1883年 | 1883年 | 1884年 | 1890年   | 1903年       |
| 完工年             | 1889年 | 1888年 | 1888年 | 1888年 | 1888年 | 1888年 | 1888年 | 1888年 | 1888年 | 1889年 | 1888年 | 1889年 | 1888年 | 1889年 | 1889年 | 1889   | 約1907年 | 1911年:52-54 |